# مادس جيلبرت
مادس فريدريك جيلبرت هو طبيب نرويجي من مواليد 2 يونيو 1947، في مدينة بورشغرون (Porsgrunn) في النرويج، وناشط في العمل التضامني، وعضو في حزب اشتراكي نرويجي معروف باسم «حزب الحمر». يتخصص جيلبرت في التخدير، ويرأس قسم طب الطوارئ في مستشفى جامعة ترمسو بشمال النرويج. وهو يعمل أيضا أستاذا في طب الطوارئ في جامعة ترومسو منذ عام 1995.
يتمتع جيلبرت بخبرات دولية واسعة النطاق، وخاصة في المواقع التي تجتمع فيها الأزمات السياسية والطبية-الإنسانية. ومن خلال نشاطه التضامني مع الفلسطينيين منذ السبعينيات، عمل بصفة طبيب خلال فترات عديدة في فلسطين ولبنان. مما أدى إلى إن تنسب مدينة ترومسو، (المتوأمة مع مدينة غزة منذ عام 2001) إلى نفسها صفة «المدينة الأكثر إرسالا للعاملين في مجال الصحي إلى فلسطين».

## السجل الطبي
في حادث وقع في يناير 2000، حشرت امرأة لأكثر من ساعة في المياه الجليدية ورأسها مغمور بالماء، فأعلن موتها السريري. إلا أنها أنقذت بعد جهود من جيلبرت وفريقه فاعتبرت هذه الحالة أدنى درجة حرارة جسم مسجلة مع بقاء الجسم على قيد الحياة. منح جيلبرت على أثرها جائزة «شخصية العام في شمال النرويج» لعام 2000 الممنوحة من قبل قراء صحيفة نوردليس الصادرة في مدينة ترومسو.

## تصريحات مثيرة للجدل
كثيرًا ما يظهر جيلبرت في وسائل الاعلام النرويجية مع تصريحاته المثيرة للجدل، منها على سبيل المثال انتقاده منظمة أطباء بلا حدود لفشلها في اتخاذ مواقف في الصراعات.
كما لقي تصريحا له في بيان لصحيفة داجبلاديت (Dagbladet) في أعقاب هجوم 11/9 في نيويورك ردود فعل قوية، وجاء في البيان: «الهجوم على نيويورك لا يشكل مفاجأة بالنظر للسياسة الغربية التي اتبعت خلال العقود الماضية، وأنا منزعج من الهجمات الإرهابية ولكنني منزعج على الأقل بنفس القدر من المعاناة التي تتسبب بها الولايات المتحدة للشعوب، إن قتل 5000 شخص لا ينتج إلا من سياق كهذا، وإذا كان للحكومة الأمريكية حق مشروع في قصف وقتل المدنيين في العراق، فإن المظلوم له الحق الأخلاقي أيضًا في مهاجمة الولايات المتحدة بالأسلحة التي يستطيع أن يخترعها. الموتى المدنيون متساوون، سواء كانوا من الأمريكيين، الفلسطينيين أو العراقيين». وعندما سئل عما إذا كان يؤيد الهجمات الارهابية ضد الولايات المتحدة أجاب: «إن الإرهاب سلاح سيء، ولكن جوابي هو نعم، وذلك في سياق سبق أن ذكرته».
وصف الموقف من قبل رئيس تحرير صحيفة هانز كريستيان أمندسين (Hans Kristian Amundsen) بأنه "ربما كان من أغبى ما قام به على الإطلاق"، مدللا بذلك على أن جيلبرت "سياسي فاشل". في مقابلة مع وكالة الأنباء النرويجية في عام 2009، وصف جيلبرت هذه التصريحات بأنها غير حكيمة وغير مدروسة"، مؤكدا انه يعارض تمامًا الإرهاب ضد المدنيين.
وعن كونه طبيبا وسياسيا في نفس الوقت، يقول جيلبرت: «لا يمكن الفصل بين الدورين، ليس هناك الكثير في مجالات الطب ما هو خارج نطاق السياسة».

## أثناء الحرب الإسرائيلية على غزة 2008-2009
وصل جيلبرت إلى غزة في مهمة طارئة خاصة باللجنة النرويجية للإسعاف (NORWAC) مع الجرّاح إريك فوسه (Eric Fosse) لدعم الجهود الإنسانية في مستشفى الشفاء خلال النزاع بين إسرائيل وقطاع غزة 2008-2009، وذلك في فترة منع فيها الصحافيون الأجانب من الدخول إلى القطاع. وفيما نقلت وسائل الإعلام الدولية أحداث النزاع عن بعد، حافظ جيلبرت على تواصله مع وسائل الإعلام النرويجية وبعض الجهات الإعلامية العالمية، مثل سي إن إن، هيئة الإذاعة البريطانية، هيئة الإذاعة الأمريكية، والجزيرة.
وعقب قصف سوق الخضار المركزي في مدينة غزة يوم 3 يناير، أرسل جيلبرت رسالة نصية قصيرة من هاتفه النقال لمعارفه في النرويج والعالم، موجها نداء استغاثة لكل من يقرأها أن يمررها:
«من د. مادس جيلبرت في غزة: شكرا لدعمكم. لقد قصفوا سوق الخضار المركزي في مدينة غزة منذ ساعتين. 80 جريحا و20 قتيلا. كلهم جاؤوا إلى هنا، إلى مستشفى الشفاء. يا إلهي! إننا نسبح بين الموت والدم ومبتوري الأطراف. الكثير من الأطفال. امرأة حامل. لم أرَ أبدا شيئًا رهيبا كهذا. الآن نسمع الدبابات. أنقل القصة، مررها، أصرخها! أي شيء. افعل شيئا! افعل أكثر! إننا نعيش في كتب التاريخ الآن، كلنا!»
رد الفعل على رسالة جيلبرت أطلق تقارير حول العالم [22]، وعشرات الإعلانات الداعمة للجنة النرويجية الفلسطينية.
يوم 5 يناير، اليوم العاشر للقصف الجوي الإسرائيلي الثقيل على قطاع غزة، أجرى الصحافي في هيئة الإذاعة البريطانية في غزة رشدي أبو عالوف مقابلة مع جيلبرت حول الوضع داخل في مستشفى الشفاء. في المقابلة ذكر جيلبرت أن الغالبية العظمى من الضحايا الذين شاهدهم من المدنيين، وبأن النساء والأطفال وحدهم شكلوا 25 ٪ من القتلى، و45 ٪ من المصابين.
لدى عودتهم إلى النرويج، استُقبل الأطباء «استقبال الأبطال»، وحظوا بإشادة العديد من المعلقين. أما المنتقدين لهم فكان من بينهم اليمينية المتطرفة زعيمة حزب التقدم النرويجي (FrP)، سيف ينسن (Siv Jensen)، التي وصفت جيلبرت بأنه «سياسي محلي من حزب الحمر»، منتقدة السماح له بتمثيل صوت الدعاية المناهضة لاسرائيل دون رقابة. وأطلق كل من ميلاني فيليبس (Melanie Philips)، وهو كاتب عمود في مجلة سبيكتيتور (The Spectatpor)، وجنيفر لافينسكي (Jennifer Lawinski) متحدثة لقناة فوكس نيوز (Fox News)، انتقادات مماثلة لتلك التي أطلقتها سيف ينسن.
تصريحات ينسن تعرضت بدورها للانتقاد الشديد من قبل وزير خارجية النرويج وقتها يوناس غار ستوره، الذي وصف تصريحاتها بأنها "متضاربة" وقال "إنه أمر مشين أن يشكك في نزاهة [الأطباء] الممارسين، الذين أثق في تعاملهم مع المصابين والجرحى كما يلزم. قد نختلف أنا وجيلبرت تماما في المسائل السياسية، ولكن ليس في هذا الموضوع [إسعاف الضحايا المدنيين].
وأما رد جيلبرت على تصريحات ينسن وعلى ما جاء في قناة فوكس نيوز فكانت قوله في لقاء له مع قناة الجزيرة في 25 ينياير: «...كلاهما وصفاني بأنني طبيب الإشاعات لدى حماس، الجميع هنا يعرف من هي يانسن فهي السياسية الوحيدة التي خرجت لدعم مجازر إسرائيل أما الأطراف السياسية اليمينية الأخرى فقد طالبت إسرائيل بوقف الحرب، رأينا مثلا موقف الحزب المسيحي الداعم لإسرائيل عندما طالب صديقته إسرائيل بضرورة وقف القصف. لا يهم الآن أن يكذباننا أو يصدقاننا فالحقائق بمستشفى الشفاء خير دليل على ما نقول وأنا دعوت سيف فيانسن إلى السفر إلى غزة ومعاينة الحقائق بأم عينها وأنا على يقين من أن بقاءها في مستشفى الشفاء لمدة عشر دقائق سيجعلها تغير جميع أفكارها وكذلك الأمر بالنسبة لأي داعم لإسرائيل سيحدث معه نفس الأمر بمجرد أن يصل إلى مستشفى الشفاء، على قناة فوكس أن تذهب بنفسها إلى هناك عليها أن تحذو حذو الجزيرة وتنقل الصورة كما هي لا أن تصنع تقاريرها من مكاتبها الوثيرة، لو فعلت وذهبت فستدرك أنها لم تكن ذكية بما يكفي وأن ما ارتكبته من أخطاء أمر لا ينبغي السكوت عليه، ما يحدث في غزة من قتل مروع ورهيب وفظيع وهو فوق الوصف والاحتمال».

### عقابيل الأحداث
في الفترة التي تلت خروج جيلبرت وفوس من غزة، استمرت متابعتهما من قبل وسائل الإعلام الدولية والنرويجية. في تقرير خاص لمجلة «لانسيت» الطبية (The Lancet)، وصف جيلبرت وفوس الوضع في غزة بأنه «فوضى كابوسية»، قائلين أنهما «شاهدا أفظع الإصابات الحربية لدى الرجال والنساء والأطفال من جميع الأعمار تقريبا في أعداد يصعب فهمها».
ورد المتحدث باسم وزارة الخارجية الإسرائيلية ايغال بالمور (Yigal Palmore) لنفس المجلة بتقرير ينتقد جيلبرت «لنشر أكاذيب وحشية». وفي تصريحات لوكالة أسوشيتد برس ادعى بالمور أن «الدكتور جيلبرت معروف بآرائه الراديكالية اليسارية المتطرفة وبنشاطه المنتظم في إعطاء صورة شيطانية عن إسرائيل. وقد سبق ان اتهم إسرائيل بكل الجرائم الكابوسية الواردة ممتنعا عن تفنيد كل واحدة من هذه الادعاءات»، وأضاف إن «قصص جيلبرت جديرة بخيال دانتي ولكن ثبت مرارا وتكرارا بعدها كل البعد عن الواقع. إنه من المؤسف أن أعضاء مهمين في المهنة الطبية يسمحون لأنفسهم بالانجرار المفرط وراء جنون مادس».
وفي رد على هذه التصريحات قال جيلبرت: «هذا جزء من الحرب الإعلامية. لا نستغرب هذا ونتعامل معه بكل هدوء. إننا نقول الحقيقة، ولسنا بحاجة إلى الكذب. وإذا كانت إسرائيل تعتقد أننا نكذب، يمكنهم فتح الحدود والسماح للصحافة في العالم بالدخول إلى غزة، وسرعان ما سنكتشف من الذي يكذب».
وفي لقاء له مع قناة الجزيرة بعد خروجه من غزة، قال جيلبرت: «على الناس في غزة أن يعرفوا أنهم ليسوا وحدهم، هناك العديد والعديد معهم على الرغم من أننا لسنا هناك الآن لكننا نحن معهم وعليهم أن لا يستسلموا، فلا تستسلموا فإن شعوب العالم الحر يتأملون في صبركم ويستمدون من قوتكم فإن استسلمتم فإن الشعوب من بعدها سوف تستسلم».

## أعمال منشورة
ألف جيلبرت وفوس كتابًا عنوانه عيون في غزة يتحدث عن الوقت الذي قضياه في غزة.

## روابط خارجية
- حسابه على موقع تويتر: https://twitter.com/DrGilbert

- مادس جيلبرت على موقع IMDb (الإنجليزية)